# Liste der Flüsse in Washington
Diese Liste der Flüsse in Washington nennt die Flüsse in diesem Bundesstaat der Vereinigten Staaten nach Einzugsgebieten und in alphabetischer Reihenfolge geordnet.

## NachEinzugsgebiet
Diese Liste ist nach Einzugsgebieten, mit den Zuflüssen unter dem jeweiligen größeren Fluss, geordnet.

### Fraser River(British Columbia)
- Sumas River
  - Vedder River (= Chilliwack River)
    - Silesia Creek
    - Depot Creek
    - Little Chilliwack River

### Straße von Georgia
- Nooksack River
  - Wells Creek
  - Nooksack River
- Samish River

### Puget Sound
- Skagit River
  - Baker River
    - Thunder Creek
    - Swift Creek
    - Shannon Creek
    - Sulphide Creek
    - Crystal Creek
    - Blum Creek

- - Sauk River
    - Suiattle River
    - Sloan Creek
      - Cadet Creek

    - Clear Creek
    - White Chuck River

  - Cascade River

- Stillaguamish River
  - Boulder River
- Snohomish River
  - Pilchuck River
  - Skykomish River
    - Sultan River
      - Chaplain Creek

    - Wallace River
    - Miller River
    - North Fork Skykomish River
    - South Fork Skykomish River
      - Beckler River
        - Rapid River
          - Meadow Creek

        - Fourth of July Creek
        - Evergreen Creek

      - Maloney Creek
      - Anthracite Creek
      - Foss River
      - Tye River
        - Martin Creek
        - Deception Creek
        - Surprise Creek
        - Scenic Creek
        - Tunnel Creek

  - Snoqualmie River
    - Tolt River
    - Raging River
      - Pratt River
      - Taylor River
- Shell Creek
- Shelleberger Creek
- Deer Creek
- Boeing Creek
- Pipers Creek
- Lake Washington Ship Canal/Lake Washington
  - Taylor Creek
  - Ravenna Creek
  - Thornton Creek
  - McAleer Creek
    - Lyon Creek

  - Sammamish River
    - Swamp Creek
      - Scriber Creek

    - North Creek
      - Penny Creek
      - Mill Creek
      - Sitka Creek

    - Bear Creek
    - Lake Sammamish
      - Issaquah Creek

  - Yarrow Creek
  - Kelsey Creek
  - Coal Creek (Lake Washington)
  - Cedar River (Lake Washington)
    - Rex River

  - Juanita Creek
- Duwamish River
  - Black River (Duwamish River) (historisch)
    - Cedar River (Lake Washington) (historisch)

  - Green River
    - White River (Puyallup River) (historisch)
      - Clearwater River (White River)
      - Greenwater River
- Fauntleroy Creek
- Des Moines Creek
- Massey Creek
- McSorley Creek
- Redondo Creek
- Lakota Creek
- Joes Creek
- Hylebos Creek
- Wapato Creek
- Puyallup River
  - Swan Creek
  - Clear Creek
  - Clarks Creek
  - Stuck River
    - White River (Puyallup River)
      - Clearwater River (White River)
      - Greenwater River

  - Carbon River
  - Mowich River
- Puget Creek
- Chambers Creek
  - Clover Creek
- Nisqually River
  - Van Trump Creek
  - Paradise River
  - Mashel River
    - Little Mashel River
- Deschutes River
- Union River
- Tahuya River
- Dewatto River
- Skokomish River
- Hamma Hamma River
- Duckabush River
- Dosewallips River
- Big Quilcene River
- Little Quilcene River

### Juan-de-Fuca-Straße
- Dungeness River
  - Gray Wolf River
- Elwha River
  - Little River
  - Lillian River
  - Lost River
  - Haynes River
- Lyre River
- East Twin River
- West Twin River
- Pysht River
- Clallam River
- Hoko River
- Sekiu River
- Sail River

### PazifischeKüste
- Waatch River
- Sooes River
- Ozette River
  - Big River
- Quillayute River
  - Dickey River
  - Bogachiel River
    - Calawah River
      - Sitkum River

  - Sol Duc River
- Hoh River
- Queets River
  - Clearwater River
    - Snahapish River
    - Solleks River

  - Salmon River
    - Sams River
- Raft River
- Quinault River
- Moclips River
- Copalis River

#### Grays Harbor
- Humptulips River
- Hoquiam River
- Chehalis River
  - Wishkah River
  - Wynoochee River
  - Satsop River
    - Canyon River

  - Black River
  - Skookumchuck River
  - Newaukum River
- Johns River
- Elk River

#### Willapa Bay
- Cedar River
- North River
  - Fall River
- Willapa River
- Bone River
- Niawiakum River
- Palix River
  - Canon River
- North Nemah River
- Middle Nemah River
- South Nemah River
- Naselle River
- Bear River

### Columbia River

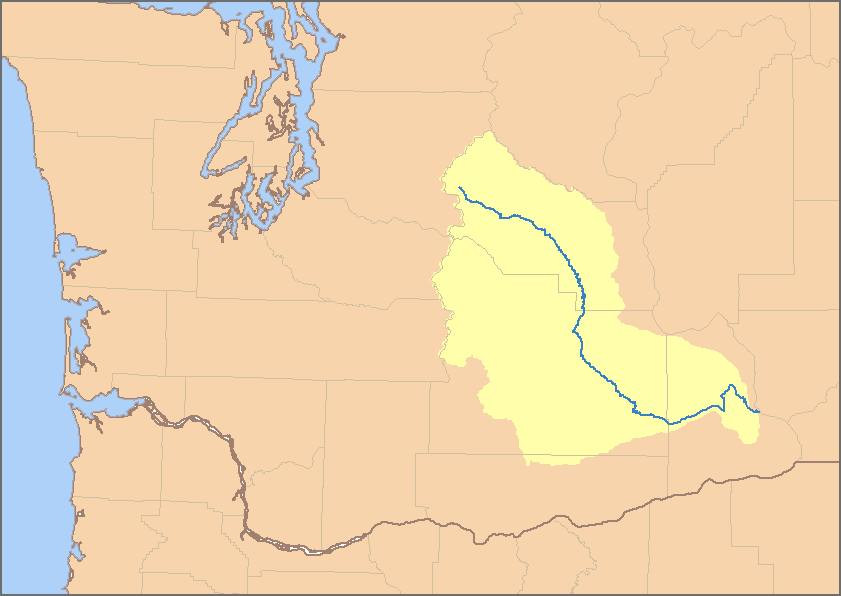
Einzugsgebiet des Yakima River

- Chinook River
- Deep River
- Grays River
- Elochoman River
- Cowlitz River
  - Coweeman River
  - Toutle River
    -       - Green River

  - Tilton River
  - Cispus River
    - Walupt Creek

  - Lake Creek (Packwood Lake)
  - Ohanapecosh River
- Kalama River
- Lewis River
  - Muddy River
- Lake River
  - Burnt Bridge Creek
- Washougal River
  - Lacamas Creek
- Wind River
- Little White Salmon River
- White Salmon River
- Klickitat River
  - Little Klickitat River
- Walla Walla River
  - Touchet River
- Snake River
  - Palouse River
    - Cow Creek
    - Union Flat Creek
    - Rock Creek

  - Tucannon River
  - Asotin Creek
  - Grande Ronde River

- Yakima River
  - Amon Creek
  - Toppenish Creek
  - Naches River
    - Tieton River
    - Bumping River
      - American River

    - Little Naches River

  - Teanaway River
  - Cle Elum River
    - Cooper River
    - Waptus River

  - Kachess River
- Crab Creek
- Wenatchee River
  - Chumstick Creek
  - Icicle Creek
    - Eightmile Creek
      - Mountaineer Creek

  - Chiwaukum Creek
  - Peshastin Creek
    - Ingalls Creek

  - Chiwawa River
    - Big Meadow Creek
    - Phelps Creek

  - Fish Lake Run
  - Nason Creek
  - Lake Wenatchee
    - Little Wenatchee River
    - White River (Lake Wenatchee)
      - Napeequa River
      - Indian Creek
- Entiat River
  - Mad River
- Chelan River
  - Stehekin River
- Methow River
  - Twisp River
  - Chewuch River
  - Lost River
- Okanogan River
  - Similkameen River
    - Ashnola River
- Nespelem River
  - Little Nespelem River
- Sanpoil River
- Spokane River
  - Little Spokane River
  - Hangman Creek (Latah Creek)
    - California Creek
    - Rock Creek
    - Little Latah Creek
- Colville River
  - Little Pend Oreille River
- Kettle River
- Pend Oreille River

## Alphabetisch
A

- American River
- Ashnola River

B

- Baker River
- Bear River
- Beckler River
- Big Quilcene River
- Black River (historisch)
- Black River
- Boeing Creek
- Bogachiel River
- Bone River
- Bumping River

C

- Calawah River
- Canyon River
- Carbon River
- Cedar River (Lake Washington)
- Cedar River (Willapa Bay)
- Chaplain Creek
- Chehalis River
- Chelan River
- Chewuch River
- Chilliwack River
- Chinook River
- Chiwaukum Creek
- Chiwawa River
- Chumstick Creek
- Cispus River
- Clallam River
- Cle Elum River
- Clear Creek
- Clearwater River (Queets River)
- Clearwater River (White River)
- Clover Creek
- Coal Creek
- Columbia River
- Colville River
- Cowlitz River
- Crab Creek

D

- Deep River
- Depot Creek
- Deschutes River
- Dewatto River
- Dickey River
- Dosewallips River
- Duckabush River
- Dungeness River
- Duwamish River

E

- East Fork Miller River
- East Twin River
- Elk River
- Elwha River
- Entiat River

F

- Fauntleroy Creek
- Foss River

G

- Gray Wolf River
- Grays River
- Green River (Duwamish River)
- Green River (Toutle River)
- Greenwater River

H

- Hamma Hamma River
- Hangman Creek (Latah Creek)
- Hoh River
- Hoko River
- Humptulips River

I

- Icicle Creek
- Indian Creek (Elwha River)
- Issaquah Creek

J

- Juanita Creek

K

- Kachess River
- Kelsey Creek
- Kettle River
- Klickitat River

L

- Lacamas Creek
- Lake River
- Lewis River
- Little Chilliwack River
- Little Pend Oreille River
- Little Quilcene River
- Little River
- Little Spokane River
- Little Wenatchee River
- Little White Salmon
- Lyon Creek

M

- Mad River
- Mashel River
- McAleer Creek
- Methow River
- Middle Fork Snoqualmie River
- Miller River
- Muddy River

N

- Naches River
- Napeequa River
- Naselle River
- Nason Creek
- Newaukum River
- Niawiakum River
- Nisqually River
- Nooksack River
- North Creek
- North Fork Skykomish River
- North Fork Snoqualmie River
- North River

O

- Okanogan River

P

- Palouse River
- Paradise River
- Pend Oreille River
- Pilchuck River
- Pratt River
- Puyallup River

Q

- Queets River
- Quillayute River
- Quinault River

R

- Raging River
- Rapid River
- Rex River
- Rock Creek (Hangman Creek)
- Rock Creek (Palouse River)

S

- Sail River
- Samish River
- Sammamish River
- Satsop River
- Sauk River
- Silesia Creek
- Skagit River
- Skokomish River
- Skookumchuck River
- Skykomish River
- Sloan Creek
- Snahapish River
- Snake River
- Snohomish River
- Snoqualmie River
- Sol Duc River
- South Fork Skykomish River
- South Fork Snoqualmie River
- South Fork Sultan River
- Spokane River
- Stehekin River
- Stillaguamish River
- Stuck River
- Sultan River
- Swamp Creek

T

- Tahuya River
- Taylor Creek
- Teanaway River
- Thornton Creek
- Tieton River
- Tilton River
- Tolt River
- Touchet River
- Toutle River
- Tucannon River
- Twisp River
- Tye River

U

- Union River

V

- Van Trump Creek

W

- Walla Walla River
- Wallace River
- Washougal River
- Waatch River
- Wells Creek
- Wenatchee River
- West Fork Miller River
- West Twin River
- White River (Puyallup River)
- White River (Lake Wenatchee)
- White Salmon River
- Willapa River
- Wishkah River
- Wynoochee River

Y

- Yakima River